# Distretto di Jayanca
Il distretto di Jayanca è uno dei dodici distretti della provincia di Lambayeque, in Perù. Si trova nella regione di Lambayeque e si estende su una superficie di 680,96 chilometri quadrati.

Ha per capitale la città di Jayanca e contava 14.206 abitanti nel censimento del 2005.